# Нітрянське Грнч'яровце
Нітрянське Грнч'яровце (словац. Nitrianske Hrnčiarovce) — село, громада округу Нітра, Нітранський край. Кадастрова площа громади — 9.95 км².
Населення 2108 осіб (станом на 31 грудня 2018 року).

## Історія
Нітрянське Грнч'яровце згадується 1113 року.

## Населення
| Рік:            | 1994. | 2004.    | 2014.   | 2024.    |
| --------------- | ----- | -------- | ------- | -------- |
| Кількість осіб: | 1578  | 1818     | 1995    | 2412     |
| Різниця:        |       | +15,20 % | +9,73 % | +20,90 % |

| Рік:            | 2023. | 2024.   |
| --------------- | ----- | ------- |
| Кількість осіб: | 2393  | 2412    |
| Різниця:        |       | +0,79 % |